# Arabis hornungiana
Arabis hornungiana är en korsblommig växtart som beskrevs av Philipp Johann Ferdinand Schur. Arabis hornungiana ingår i släktet travar, och familjen korsblommiga växter. Inga underarter finns listade i Catalogue of Life.